# Ferdinand von Thinnfeld
Ferdinand Joseph Johann (Freiherr) von Thinnfeld (* 24. April 1793 in Graz; † 8. April 1868 auf Schloss Thinnfeld, Deutschfeistritz) war ein österreichischer Politiker und Industrieller.

## Leben
Ferdinand von Thinnfeld stammte aus einer Familie von steirischen Guts- und Hammerwerksbesitzern, die 1731 in den Adelsstand erhoben worden war. Schon bald nach der Geburt Halbwaise, studierte er nach Privatunterricht und Besuch der Theresianischen Ritterakademie (1802–1807) am Lyzeum in Graz (1808–1813, Rechtswissenschaften und Geschichte) sowie am Joanneum (1811/1812, Schwerpunkte Geologie, Mineralogie und Bergwesen). Ab 1820 war er verheiratet mit Maria Clara Haidinger (1797–1843), der Schwester von Wilhelm von Haidinger.
1814 in den ständischen Landtag des Herzogtums Steiermark berufen, wurde er 1818 zum Ausschussrat sowie 1823, 1829, 1836 und 1843 zum Verordneten gewählt und fungierte ab 1827 als ständischer Kanzleidirektor. Er war Wortführer der Reformpartei im steirischen Landtag, die eine breitere Repräsentation der bürgerlichen und bäuerlichen Bevölkerung, die Grundentlastung sowie eine Verfassung anstrebten. Er war ab 1848 als Minister für Ackerbau und Bergbau im Kaisertum Österreich unter dem jungen Kaiser Franz Joseph I. tätig. In seiner Amtszeit bis zur Aufhebung des Ministeriums im Jänner 1853 war er an der Ausarbeitung der Verfassung im Jahr 1849 sowie der Gründung der Geologischen Reichsanstalt beteiligt. Er transferierte die Steiermärkisch-Ständische Montanlehranstalt von Vordernberg nach Leoben. 1852/53 initiierte er auch die „Oesterreichische Zeitschrift für Berg- und Hüttenwesen“, die als erstes Fachorgan dieser Art im Kaisertum Österreich gilt.
Zuletzt zog sich Ferdinand von Thinnfeld auf seine steirischen Eisenwerke zurück und war daneben Mitglied der Handels- und Gewerbekammer in Graz. Der frühe Tod von zweien seiner elf Kinder sowie große wirtschaftliche Verluste – u. a. wurden die Eisenwerke in Deutschfeistritz, Waldstein und Übelbach ein Opfer der damaligen Krise im Montanwesen – verbitterten seinen Lebensabend. Er starb 1868 auf Schloss Thinnfeld in Deutschfeistritz. Wegen hoher Schulden der Familie wurde das Schloss 1871 versteigert, doch einer Tochter des ehemaligen Ministers gelang es, mit Hilfe ihres Gatten, eines Wiener Zahnarztes, den Familiensitz zu erwerben.

## Ehrungen
- 1852 Geheimer Rat
- 1853 Orden der Eisernen Krone I. Klasse
- 1853 Erhebung in den Freiherrenstand